# Живи сейчас
Живи́ сейча́с — российский негосударственный благотворительный фонд, специализируется на оказании помощи людям с боковым амиотрофическим склерозом (БАС, известен также как «болезнь Стивена Хокинга») и другими нейромышечными заболеваниями. Основан в 2015 году.

## Деятельность
В других странах есть более точная статистика. В прошлом году специалисты из США подсчитали, что каждые полтора часа в мире подтверждается один диагноз. Непосредственно у них ставится 5,6 тысячи диагнозов в год. А Британская ассоциация заявила, что в их стране от этой болезни ежедневно умирает шесть человек.
Фонд «Живи сейчас» занимается систематической помощью неизлечимым больным боковым амиотрофическим склерозом (БАС).
БАС — это редкое неизлечимое нейродегенеративное заболевание, при котором человек постепенно теряет способность двигаться, говорить, глотать и дышать. Среди известных носителей болезни английский физик-теоретик Стивен Хоккинг, китайский политик Мао Цзэдун, советский композитор Дмитрий Шостакович.
По предварительной оценке фонда, на август 2019 года число людей с БАС в России насчитывается от 10 до 15 тысяч, однако в стране нет официального реестра и государственной программы поддержки. Таким образом фонд «Живи сейчас» — единственный, который системно поддерживает службы помощи по этому направлению, финансирует исследования заболевания, защищает интересы подопечных на государственном уровне.
Фонд занимается просветительской деятельностью: в июне проводит месяц информирования о БАС.

## История и описание
В 2011 году первая в Москве служба помощи людям с боковым амиотрофическим склерозом открылась на базе Марфо-Мариинской обители при содействии православной службы помощи «Милосердие». Команда в первую очередь занималась респираторной поддержкой, за три года работы группа специалистов начала помогать на дому.
В 2015 году по инициативе пациентов службы и их родственников был создан благотворительный фонд «Живи сейчас». Его основная задача — финансирование медико-социальных служб поддержки людей с БАС. Уже в 2016-м фонд и Ассоциация общественных объединений родителей детей-инвалидов ГАООРДИ посодействовали запуску такой службы в Санкт-Петербурге. В том же году на базе Центральной клинической больнице Московского патриархата святителя Алексия при поддержке фонда открылось паллиативное отделение, которое госпитализирует больных БАС со всех регионов России.

## Проекты фонда
Финансирование службы помощи людям с БАС
Служба оказывает медицинскую, психологическую, социальную и духовную поддержку подопечным на дому или по месту пребывания — в больнице или паллиативном отделении. Для жителей двух столиц работает выездная помощь, а пациентов в регионах консультируют по видеосвязи.
Любой человек с подтверждёным диагнозом или подозрением на БАС или болезнь двигательного нейрона может стать на учёт в службу и получить бесплатную помощь. Пациентам предоставляют аппараты искусственной вентиляции легких, откашливатели и другое медицинское оборудование и лечебное питание. В программе помощи работают эрготерапевты, неврологи, терапевты, психологи, медицинские сёстры, специалисты по респираторной поддержке, сиделки, социальные работники, координаторы и волонтёры.
В 2018 году на учёте службы состояло 762 человека.
Образование и финансирование исследований
Сотрудники фонда проводят ежегодные общероссийские конференции по БАС и финансируют исследования, направленные на изучение этого заболевания.
В 2017 году фонд присоединился к международному проекту Project MinE, который занимается поиском генов, ответственных за развитие БАС.
Фонд организует учебные школы для врачей и других специалистов, где занятия ведутся по стандартам международной помощи при БАС. Вместе с благотворительным фондом помощи тяжелобольным взрослым «Живой» в 2017 году открыли в Москве школу патронажного ухода «Внимание и забота». Родственники и сиделки обучаются, как правильно организовать питание людей с БАС, как продолжать общение, когда пропадает голос и не работают руки. В 2018 году фонд «Живи сейчас» открыл приём в интенсивную двухдевную школу волонтёров, которые могут сопровождать пациентов на дому.
Просветительская деятельность
В июне 2016 года по инициативе фонда в России впервые организовали международный проект — месяц осведомлённости о БАС. С тех пор фонд ежегодно устраивает информационные акции: флешмобы в социальных сетях, «васильковые пикники», благотворительные экскурсии.
Только в 2016 году более 6000 пользователей поучаствовали в «васильковой акции» (логотип фонда). Неравнодушные люди публикуют в своих соцсетях информацию о БАС с хэштегами #ЖивиСейчас, #месяцБАС, #МыНеЗнаемСвоюСилу и #МирВнутри.
Помимо этого, фонд организует для подопечных различную развлекательную программу с музыкантами, аниматорами для детей, «чтобы человек с БАС жил сейчас».

## Финансирование
До 2018 года у фонда был якорный донор, доля его поступлений составляла до 95 % всего бюджета. В 2017 году большую часть денег пожертвовали юридические лица — около 29,7 млн из 36,5 млн. В июле 2018 года якорный донор прекратил финансирование фонда, до этого ежемесячный бюджет составлял 4,4 млн рублей. Сейчас работа фонда в основном зависит от пожертвований. Согласно мартовским отчётам 2019 года, доля частных и корпоративных пожертвований составила 70 %, грантов (в том числе президентских) — 30 %.
Совет семей фонда, куда входят родственники подопечных, периодически организует фандрайзинговые мероприятия: ярмарка фармацевтической компании Teva, день фонда в магазине «Лавка радостей», когда вся выручка от продажи идёт в бюджет фонда и другие. В поддержку фонда Первый канал запускал сбор средств в финале программы «Голос. 60+».